# Shandor Vayda
Shandor Vayda (tiếng Ukraina: Шандор Олександрович Вайда; sinh 14 tháng 12 năm 1991 ở Mátészalka, Hungary) là một tiền vệ bóng đá Ukraina hiện tại thi đấu cho Balmazújvárosi FC.
Vayda là sản phẩm của nhiều trường thể thao Zakarpattia Oblast khác nhau. Người huấn luyện đầu tiên của anh là Ivan Bilak.